# Pablo Pavón Vinales
Pablo Pavón Vinales (n. Minatitlán, México; 27 de agosto de 1945) es un líder sindical petrolero y político mexicano, miembro del Partido Revolucionario Institucional.

## Biografía

### Primeros años
Nació en Minatitlán, México el 27 de agosto de 1945, hijo del líder sindical petrolero Pablo Pavón Rosado.

### Política
Al cumplir los 21 años se afilio al Partido Revolucionario Institucional pero empezó a ocupar cargos partidistas y políticos hasta finales de la década de los 70's donde fue electo como presidente municipal de Minatitlán, en las elecciones federales de México de 1991 fue electo como diputado federal representando al distrito 14 de Veracruz.  En las elecciones estatales de Veracruz de 2000 fue electo por segunda ocasión como presidente municipal de Minatitlán tomando su cargo el 1 de enero del siguiente año y renunciando a este en 2003 para contender como candidato a diputado federal en la elecciones federales de México de 2003 resultando electo para representa al distrito 23 de Veracruz. Para las elecciones estatales de Veracruz de 2010 se postulo para ser presidente municipal de Minatitlán por tercera ocasión ahora por el Partido Acción Nacional pero este fue derrotado por Leopoldo Torres García. 

### Sindicalismo
En el Sindicato de Trabajadores Petroleros de la República Mexicana ocupó varios puestos hasta que en 1995 se convirtió en el secretario general de la sección 10 con sede en Minatitlán.

### Arresto
El 27 de mayo de 2011 fue arrestado en su domicilio en Minatitlán acusado por el delito de fraude superior al millón 200 mil de pesos mexicanos cometido en agravio de la Sociedad Cooperativa Producción del Frente Liberal Sindicalista cuando este era su líder. El 1 de junio se le acusó de secuestro express en agravio de Flavio Pineda Guzmán y de portación ilegal de armas por lo cual permaneció en el Centro de Readaptación Social (Cereso) hasta el 2 de abril de 2012 donde fue liberado tras pagar una fianza de 240 mil pesos mexicanos.